# Mousesports
Mousesports(Mouz)는 독일의 e스포츠 팀이다.
2014년 현재 대한민국의 백동준이 소속되어 있으며 이전에는 워크래프트3 게이머인 조대희와 중국의 루웨이량의 소속이기도 했다.

## 주요 종목
- 카운터 스트라이크 : 글로벌오펜시브
- 워크래프트 3
- 피파
- 월드 오브 워크래프트
- 퀘이크 4
- 헬 오프 페임
- 스타크래프트 2
- 리그오브레전드
- 도타2

## 같이 보기
- Mouz
- 독일
- e스포츠
- 워크래프트 3